# Меморіальний будинок-музей Григорія Світлицького
Меморіальний будинок-музей Григорія Світлицького — меморіальний музей у місті Києві, присвячений художнику Григорію Світлицькому і розташований у будинку, де він жив і працював, за адресою вул. Дегтярна, 30. Перший у Києві будинок-музей.

## Історія будинку
Будинок № 30 по вулиці Дегтярній був одним із небагатьох вцілілих на початок XXI століття садиб старої (кінець XIX — початок XX ст.) приватної забудови урочища Гончарі-Кожум'яки. В історичних документах ділянка, на якій розташовувався будинок, вперше згадується у 1873 році, коли її придбав міщанин Я. Могила. Після його смерті у 1886 році ділянка за заповітом перейшла до його дружини, М. Могили. На ділянці розташовувалися дерев'яний житловий будинок, два дерев'яні флігелі, сарай і фруктовий сад. У 1893 році садибу придбали батьки майбутнього художника Г. Світлицького і у 1898 році на тильній стороні ділянці звели новий будинок, розібравши старі дерев'яні будівлі. Він був дерев'яний, обкладений цеглою, двоповерховий, із дерев'яною заскленою галереєю на два поверхи та критим ґанком, увінчаним трикутним фронтоном. Головний фасад мав три прямокутні віконні прорізи. Внутрішні приміщення були розплановані за анфіладним принципом. Перед будинком був облаштований невеликий сад.
У 1957 році будинок зазнав капітальної перебудови, під час якої був утрачений первісний декор. Стіни будинку облицювали керамічною плиткою, а замість дерев'яної галереї та ґанка зробили цегляну прибудову.
27 січня 1970 року за рішення Київського міськвиконкому № 169 будинок був узятий на облік як пам'ятка історії місцевого значення.

## Історія музею
У 1958 році у будинку відкрився музей Григорія Світлицького, на стіні будинку того ж року відкрили просту мармурову меморіальну дошку на честь художника. Цікаво, що на дошці та в радянській літературі вказувалося, що Світлицький мешкав у цьому будинку з 1872 по 1948 рік, тобто все своє життя. Насправді, від свого народження у 1872 році і до 1893 року Світлицький із батьками проживав у сусідньому будинку № 33 по вулиці Дегтярній (не зберігся), де мешкала бабуся майбутнього художника. З 1893 року Світлицький поїхав до Санкт-Петербурга, де спочатку навчався в Імператорській академії мистецтв, а потім працював у художника П. Чистякова. До Києва Світлицький повернувся лише у 1919 році і саме тоді оселився у батьківському домі на вулиці Дегтярній, 30. Тут він облаштував майстерню, в якій написав основні свої художні твори, у цьому будинку художника відвідували його численні знайомі — художники, музиканти, колеги-викладачі.
Музей Григорія Світлицького відкрився на громадських засадах, будівлю під музей разом із меблями, картинами та особистими речами художника подарував державі Анатолій Гуляницький — чоловік онучки Світлицького Раїси Миколаївни Гуляницької, яка потім стала директором музею. Спочатку музей підпорядковувався різним державним музеям, а з 1988 року — Музею історії Києва. Експозиція музею складалася із творів живопису, документів, фотоматеріалів, пов'язаних із життям Світлицького, особистих речей художника, старовинних меблів — загалом 544 експонати.
Біля музею у 1972 році встановили пам'ятник Г. Світлицькому — бронзовий бюст на постаменті з сірого граніту (висота — 2,6 м). Авторами пам'ятника стали скульптор М. К. Вронський і архітектор В. Г. Гнєзділов. Художник зображений на пам'ятнику в куртці, на шиї пов'язаний бант. Голова ледь повернена, обличчя спокійне, погляд спрямований у далечінь. На постаменті викарбуване факсиміле Світлицького.
У 1985 році на фасаді музею встановили нову мармурову меморіальну дошку із барельєфним портретом Світлицького і рельєфним написом (скульптори І. І. Дубасов, І. Сидоренко).

## Знищення будинку-музею
У 1970-х—1980-х роках мешканців малоповерхової забудови урочища Гончарі-Кожум'яки почали відселяти в інші райони, малоповерхову забудову зносити. Будинок Світлицького став одним із небагатьох вцілілих будівель у даній місцевості. У 1992 році музей зачинили на реконструкцію, однак нащадки художника, родина Гуляницьких, продовжували жити у флігелі при садибі — онучка художника, Раїса Миколаївна Гуляницька була директором музею. Основні фонди музею були передані до Музею історії Києва.
На початку 2000-х в урочищі Гончарі—Кожум'яки, де розташовувався музей, почалося будівництво нового елітного мікрорайону малоповерхової забудови. Околиці будинку-музею почали засипати будівельним сміттям, сама будівля стала поступово руйнуватися. Будівництво мікрорайону «Гончарі—Кожум'яки» планували завершити у 2008 році, після чого Головне управління культури і мистецтв КМДА мало почати у садибі ремонтно-реставраційна роботи. Втім, у наступні роки будівництво мікрорайону, який отримав нову назву «Воздвиженка», продовжилося, а ремонтно-реставраційні роботи у будинку Світлицького так і не почалися. За словами нащадків Світлицького, будинок хотіли захопити забудовники, які у 2008 році влаштували пожежу, що призвела до руйнації будинку.
Після 2008 року із садиби зникли меморіальні та анотаційні дошки, бронзовий бюст Світлицького. Нащадки Світлицького, які слідкували за музеєм, після пожежі були змушені переїхати, без нагляду садиба почала руйнуватися і стала притулком для безхатьків.
У 2013 році долею садиби, яка на той момент вже майже перетворилася на руїни, зацікавилися журналісти, на їх запит департамент культури КМДА відповів, що садиба Світлицького, за даними БТІ, не належить Музею історії Києва.
У 2015 році нащадки Світлицького зарєстрували на сайті Київської міської ради петицію щодо відродження музею, але вона набрала лише 260 підписів.
Станом на 2019 рік музей не відновлений, будинок Світлицького практично зруйнований, біля будинку зводиться ЖК «Подол-град».